# Гальярдо, Антонио
Анто́нио Галья́рдо Пала́сиос (исп. Antonio Gallardo Palacios; род. 19 апреля 1989, Гвадалахара) — мексиканский футболист, полузащитник.

## Клубная карьера
В 2011 году Гальярдо, который был воспитанником клуба «Гвадалахара», подписал свой первый профессиональный контракт с клубом. 19 февраля 2011 года он дебютировал в чемпионате Мексики в матче против «Пачуки» (4:1). В дальнейшем Гальярдо принял участие в следующих девяти играх сезона. 13 августа он забил свой первый гол в матче против «Монаркас Морелии» (2:1). Несколько месяцев Антонио был игроком стартового состава, однако в феврале 2012 года получил тяжёлую травму правого колена. В следующий раз после восстановления он вышел на поле в чемпионате лишь 14 октября в матче против «Чьяпаса» (1:1), в котором отметился забитым мячом.
В начале 2013 года Гальярдо перешёл на правах аренды в «Керетаро», за который провёл 11 матчей в чемпионате. В сезоне 2013/2014 провёл 9 матчей в чемпионате и 5 в кубке, однако 27 февраля 2014 года в матче кубка Мексики против «Дорадоса» он получил травму, из-за которой больше не выходил на поле в этом сезоне. В сезоне 2014/2015 Антонио ни разу не попал в заявку команды на матч чемпионата и играл только в кубке. Сезон 2015/2016 Гальярдо провёл в аренде во втором дивизионе в клубе «Некакса», в составе которого он провёл всего 3 игры в чемпионате и выходил на поле в основном в матчах кубка. В составе «Некаксы» он вышел в финал кубка Мексики против «Веракруса» (1:4) и получил продвижение в классе благодаря победе над «Хуаресом». После возвращения из аренды футболист покинул «Гвадалахару», после чего больше не выступал на профессиональном уровне.

## Карьера в сборной
В 2011 году Гальярдо был вызван в сборную Мексики на Кубок Америки в связи со своей уверенной игрой за «Гвадалахару» в дебютный сезон и отстранением восьми игроков за вечеринку с участием проституток. Однако он так и не вышел на поле, а мексиканцы потерпели три поражения в трёх матчах группового этапа, покинув турнир.

## Клубная статистика
| Выступление       | Выступление      | Выступление      | Лига | Лига | Кубок | Кубок | Континент. | Континент. | Итого | Итого |
| Клуб              | Лига             | Сезон            | Игры | Голы | Игры  | Голы  | Игры       | Голы       | Игры  | Голы  |
| ----------------- | ---------------- | ---------------- | ---- | ---- | ----- | ----- | ---------- | ---------- | ----- | ----- |
| Гвадалахара       | Лига MX          | 2010/2011        | 10   | 0    | —     | —     | 0          | 0          | 10    | 0     |
| Гвадалахара       | Лига MX          | 2011/2012        | 18   | 2    | —     | —     | 0          | 0          | 18    | 2     |
| Гвадалахара       | Лига MX          | 2012/2013        | 1    | 1    | 0     | 0     | 2          | 0          | 3     | 1     |
| Гвадалахара       | Лига MX          | 2013/2014        | 9    | 1    | 5     | 0     | 0          | 0          | 14    | 1     |
| Гвадалахара       | Лига MX          | 2014/2015        | 0    | 0    | 5     | 1     | 0          | 0          | 5     | 1     |
| Гвадалахара       | Итого            | Итого            | 38   | 4    | 10    | 1     | 2          | 0          | 50    | 5     |
| Керетаро (аренда) | Лига MX          | 2012/2013        | 11   | 0    | 1     | 0     | 0          | 0          | 12    | 0     |
| Керетаро (аренда) | Итого            | Итого            | 11   | 0    | 1     | 0     | 0          | 0          | 12    | 0     |
| Некакса (аренда)  | Ассенсо MX       | 2015/2016        | 3    | 0    | 12    | 0     | 0          | 0          | 15    | 0     |
| Некакса (аренда)  | Итого            | Итого            | 3    | 0    | 12    | 0     | 0          | 0          | 15    | 0     |
| Всего за карьеру  | Всего за карьеру | Всего за карьеру | 52   | 4    | 23    | 1     | 2          | 0          | 77    | 5     |

## Достижения
- Чемпион второго дивизиона Мексики: Клаусура 2016